# Jean-Marie Vodoz
Pour les articles homonymes, voir Vodoz.
Jean-Marie Vodoz (né le 10 mars 1930 à Lausanne où il est mort le 2 juin 2019) est un journaliste suisse. Il a été rédacteur en chef du quotidien vaudois 24 heures,,.

## Biographie
Fils du conseiller d’État vaudois Antoine Vodoz, Jean-Marie Vodoz a suivi des études de droit à l'université de Lausanne et fréquenté le Centre de formation des journalistes de Paris. En 1953, il commence sa carrière journalistique à la Feuille d'Avis de Neuchâtel, devenue L’Express. En 1955, il entre à la Gazette de Lausanne, dont il devient le secrétaire général en 1958. En 1967, il entre à la Feuille d'Avis de Lausanne, devenue 24 heures cinq ans plus tard. Correspondant parlementaire puis chef de la rubrique suisse, il est nommé rédacteur en chef en 1977, poste qu’il occupe jusqu’en 1995. Créateur et animateur du « Bec d'Or », manifestation (1985-1995) au cours de laquelle un jury de journalistes et publicitaires proclame la meilleure publicité de l'année ; et la plus mauvaise, la « perle d'inculture ».
Jean-Marie Vodoz a été président de l'Association suisse des journalistes de langue française (1976), de l'Union internationale de la presse francophone (1978-1984) et de la Fondation Défense du français. Il a été nommé (1984) membre du Haut Conseil de la Francophonie par le président de la République française François Mitterrand.

## Publications
- La Suisse ou Le piège des certitudes, coauteur avec Daniel Cornu et François Gross, Payot, 1977.
- Le français, notre maison, directeur de publication, avec une douzaine des meilleures plumes romandes, Zoé, 2010.

## Distinction
- Officier de la Légion d'honneur (1984)[1].